# Realidade Cruel
Realidade Cruel es un grupo brasileño de rap y gangsta rap compuesto por Douglas, Carol y DJ Bola 8. Es uno de los grupos líderes del estilo en el país. 
Actualmente el grupo se encuentra en una fase de reestructuración, ya que el MC Flagrante ha entrado en una Iglesia evangélica, abandonando el rap y Carol ha entrado en prisión, por tráfico de drogas.

## Discografía
- 1999: Só Sangue Bom
- 2000: Entre o Inferno e o Céu
- 2002: Mais Cruel do que Nunca
- 2004: Quem Vê Cara não Vê Coração
- 2007: Dos Barracos de Madeirite... Aos Palácios de Platina

## Premios
| Año  | Premio       | Categoría               | Ref   |
| ---- | ------------ | ----------------------- | ----- |
| 2008 | Prêmio Hutúz | Grupo o Solista del Año | [ 3 ] |